# Pemmican

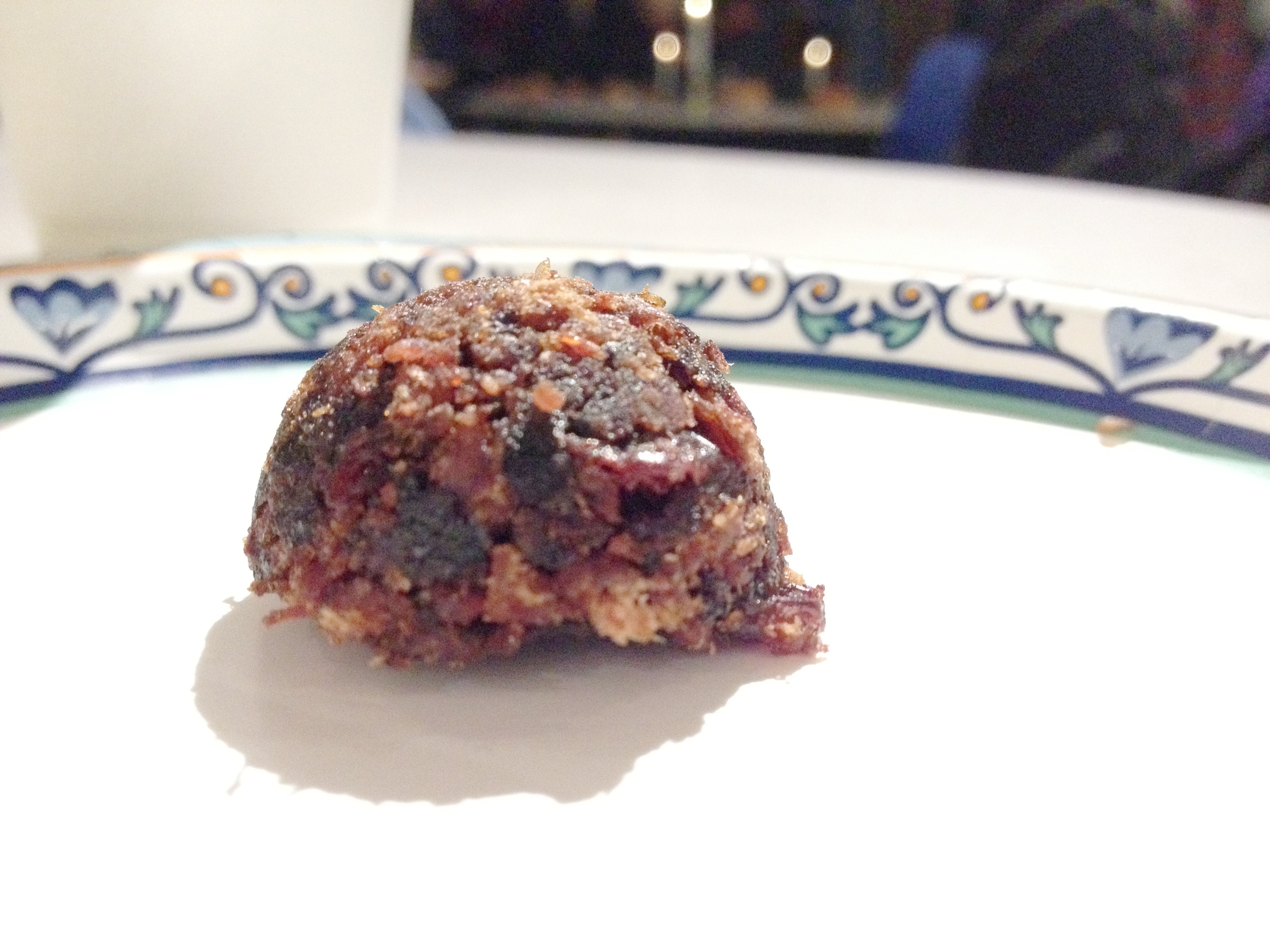
Una bola de pemmican.

El pemmican es una comida concentrada, consistente en una masa de carne seca pulverizada, bayas desecadas y grasas; las grasas sirven como aglutinante además de aportar calorías, la carne seca (tipo tasajo molido) aporta proteínas y las bayas diferentes compuestos, en especial vitaminas.
Tal comida de supervivencia fue inventada por los indígenas precolombinos de Norteamérica, y fue muy utilizada por los europeos durante la época del comercio de pieles y posteriormente por los exploradores árticos y antárticos como una comida hipercalórica. Mezclando todos estos ingredientes se obtiene una especie de pan, o una pasta, que tiene la propiedad de no enmohecerse. Convenientemente envasado, el pemmican puede almacenarse durante largos periodos de tiempo, incluso décadas.

## Características
Los ingredientes específicos empleados en su preparación eran cualquiera de los disponibles: la carne era a menudo de bisonte, uapití, alce, venado o ciervo, en general, mamíferos, pero también peces; las frutas y bayas podían ser cerezas, grosellas, moras, y en especial arándanos (ricos en vitamina C) y amelanchier. Su origen se dio en los habitantes precolombinos del norte de Canadá. Esos aborígenes enseñaron a preparar el alimento hipercalórico a los peleteros franceses de la Compañía de la Bahía de Hudson. Entre las tribu Dene suliné de los Territorios del Noroeste de Canadá es conocido como Bògoǫ, carne seca y ahumada realizada principalmente de caribú.
El mejor pemmican está hecho con carne, naturalmente magra, y el tuétano extraído de los huesos. Se reemplazó luego el tuétano por grasa de origen animal. Se realizaba un amasijo que se volcaba en forma de tabletas. Era de fácil transporte y depósito. Aseguraba durante mucho tiempo su guarda, para ser utilizada como ración de supervivencia humana.
El escritor finlandés Erik Munsterhjelm, que trabajó como cazador-trampero en el norte de Canadá en la década de 1930, en su libro autobiográfico The wind and the Caribou hunting and trapping in northern Canada. 1953 (publicado en español como «Tras los Renos del Canadá» por Editorial Juventud en 1954) describe cómo elaborar el pemmican a partir de carne seca.
El Pemmican, fue ampliamente adoptado como alimento hipercalórico por  los exploradores del Ártico y la Antártica, tales como el Capitán Robert Bartlett, Ernest Shackleton, Richard E. Byrd, Fridtjof Nansen, Robert Falcon Scott, George W. DeLong y Roald Amundsen.
Esta combinación de ingredientes permitió a los primeros argentinos exploradores antárticos alimentarse convenientemente y además compartir con los canes que los acompañaban en sus aventuras. Así, los perros polares argentinos, desde 1953 hasta 1994 recibieron sus raciones de pemmican puro y a veces mezclada con los restos de comida de la dotación de la Bases. Hacia 1966 y advertidos que los canes antárticos rechazaban el preparado, se lo comenzó a complementar con alimento balanceado con excelentes resultados. La tableta de pemmican era consumida en la época por toda la dotación antártica.

## Información adicional
Ruta de Erik Munsterhjelm en sus primeros años de cazador y trampero en Canadá en la década de 1930.  Con licencia Creative Commons
- Datos: Q130097
- Multimedia: Pemmican / Q130097